# Monotoma conicicollis
Monotoma conicicollis – gatunek chrząszcza z rodziny obumierkowatych.
Gatunek ten został opisany w 1837 roku przez Charlesa Nicholasa Aubé.
Chrząszcz o ciele długości od 2,5 do 3,2 mm, w całości ubarwionym ciemnobrunatnie z czerwonobrunatnymi czułkami i odnóżami. Bardzo długa głowa ma czoło pozbawione ząbków na bokach, a skronie porośnięte krótkimi włoskami i wyraźnie dłuższe od małych, kulistych oczu. Przednie kąty wydłużonego i silnie zwężonego przedplecza są wyraźnie wystające, a jego boki ząbkowane, owłosione i zbieżne ku przodowi. Wierzch przedplecza odznacza się parą owalnych, często słabo zaznaczonych zagłębień i słabo widocznymi bruzdami bocznymi. Wydłużone pokrywy mają dobrze widoczne rzędy włosków osadzonych na wzgórkach.
Gatunek myrmekofilny, spotykany w mrowiskach mrówki ćmawej, łąkowej i rudnicy. Niekiedy współwystępuje z M. angusticollis.
Owad północnopalearktyczny. W Europie stwierdzony został we Francji, Irlandii, Wielkiej Brytanii, Belgii, Holandii, Niemczech, Szwajcarii, Austrii, Włoszech, Danii, Norwegii, Szwecji, Finlandii, Łotwie, Litwie, Polsce, Czechach, Słowacji, Ukrainie, Rosji, Rumunii i Chorwacji. Północna granica jego zasięgu na tym kontynencie przebiega w okolicy 70°N.